# Communication organisationnelle
 (mars 2010).
Améliorez-le ou discutez des points à vérifier. 
 (mai 2010).
Si vous disposez d'ouvrages ou d'articles de référence ou si vous connaissez des sites web de qualité traitant du thème abordé ici, merci de compléter l'article en donnant les références utiles à sa vérifiabilité et en les liant à la section « Notes et références ».

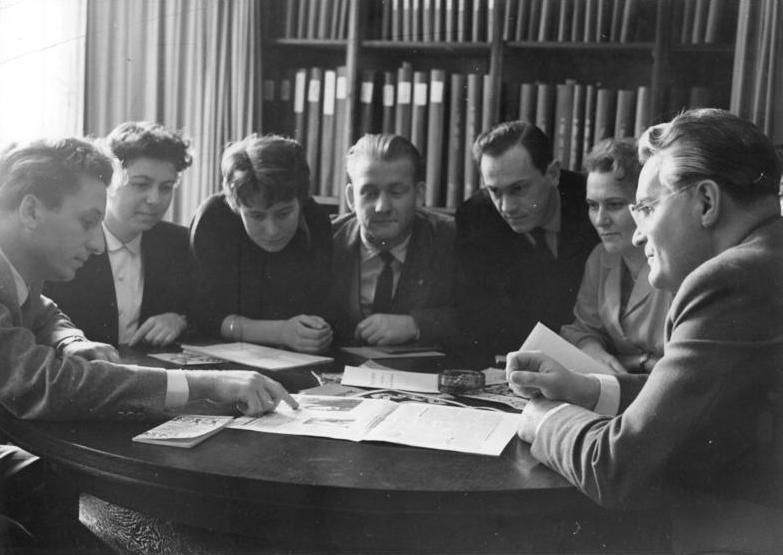

La communication organisationnelle est l'étude de la communication subordonnée à l'action organisée. C'est aussi l'ensemble des moyens de communication mis en œuvre pour la réalisation d'une tâche organisée.

## Description
Dans le domaine de la recherche, aux États-Unis ce champ de recherche relève tout naturellement des communication studies, en France la communication organisationnelle est un domaine qui peut être revendiqué par des chercheurs des Sciences de l'Information et de la Communication, mais aussi en Sociologie des organisations, ou encore en sciences de gestion. L'hybridation des concepts de communication et d'organisation donne lieu à des travaux qui vont de l'analyse critique des impacts sur la santé psychique des dispositifs communicationnels de contrôle dans l'entreprise, jusqu'à la préconisation de modèles de management en communication interne assurant une optimisation des performances financières. 
Après l'utilisation courante dans les années 1980 et 1990 de l'expression « communication des organisations », le recours à l'expression « communication organisationnelle » a permis d'éviter de s'en tenir à la centralité de l'organisation produisant et maîtrisant ses communications. Avec les années 2000, l'omni-diffusion de produits TIC (Technologies de l'Information et de la Communication) orientés vers des clientèles-cibles d'individus (même lorsqu'ils sont salariés d'organisations) s'est accompagnée du développement d'usages du traitement de l'information donnant la priorité à des comportements supposés relever d'une normativité individuelle ou par agrégation d'individualités. 
Depuis cette émergence du rôle central de réseaux technologiques et sociaux, l'organisation ne peut plus s'illusionner sur sa maîtrise de ses communications, elle doit faire avec ces nouvelles situations de négociation entre, d'une part des contextes organisationnels qu'elle peut chercher à créer et à contrôler, d'autre part des processus de communication à la fois inter-personnels et conditionnés par des environnements technologiques omniprésents. S'ajoute à ces tendances les mutations des formes d'organisation de la production ou des services privés, qui impose des organisations par projet, ou encore par processus de chaîne de valeur. 
Ainsi l'on passe d'un modèle de « communication des organisations » — où chaque organisation manageait ses communications — à des communications par projet ou par processus de production / service, les formes communicationnelles sont devenues organisatrices et managent désormais des ensembles de plusieurs éléments et membres de plusieurs organisations. Ce modèle vaut pour le secteur public qui — spécialement lorsqu'une politique publique est territorialisée et personnalisée — s'organise selon le modèle processus de la coordination inter-institutionnelle par projet d'action publique. Les nouveaux phénomènes de « communication organisationnelle » peuvent être pensés dans cette perspective d'évolution. Dès lors, la communication des entreprises et des organisations est devenue un sous-domaine de la communication organisationnelle, restreignant son champ d'étude aux phénomènes de communication conditionnés par l'action de structures formellement organisées (entreprises, institutions publiques ou privées...).

## Historique
La communication organisationnelle en tant que champ d'étude en sciences sociales est ancrée dans l'histoire du management. Aux États-Unis, on insiste sur le caractère inaugural des travaux du prix Nobel Herbert Simon qui, en 1947, attira l'attention, dans Administrative Behavior, sur les systèmes de communication des organisations, notant que la communication est « absolument essentielle aux organisations ». 
Mais déjà dans Administration industrielle et générale, le français Henri Fayol insistait en 1916 sur la nécessité d'organiser à l'intérieur des entreprises une circulation d'informations à double sens entre les dirigeants et les exécutants. En clôture du Congrès international des mines et de la métallurgie, le 23 juin 1900, il développe une image organique des communications dans l'entreprise : « en général, cependant, le renseignement, l’information qui vient d’un agent en contact avec le monde extérieur ou avec un autre agent de l’entreprise, va jusqu’à la direction qui examine, décide et donne un ordre, lequel, par un chemin inverse, arrive aux agents d’exécution. Tel est le fonctionnement du service administratif ; tous les agents y participent plus ou moins ».
Il est à noter qu'Henri Fayol a été explicitement reconnu à l'international comme un des penseurs inaugurant puis influençant de façon centrale les efforts de connaissance et de conduite des phénomènes de business administration", spécialement dans les Business Schools américaines.

## Modèles de communication organisationnelle
Les modèles de communication organisationnelle représentent les différentes manières dont l’information est transmise au sein d’une organisation. Il existe plusieurs types d’orientation de la communication possible dans une entreprise.

### Communication vers le haut (verticale ascendante)
Ce type de communication permet de transmettre l’information d’un palier hiérarchique inférieur vers un palier supérieur. Par exemple, un employé désirant communiquer avec un supérieur immédiat représenterait bien ce type de communication. Selon Katz et Kahn (1978), « « les messages généralement transmis dans cette forme de communication peuvent consister en  de l'information relative aux problèmes et au rendement des employés, de l'information touchant les politiques et les méthodes organisationnelles ou bien de l'information sur les directives pour effectuer une tâche ».
Traditionnellement, ce style de communication est plus fréquent auprès des gestionnaires que les non-gestionnaires. Cette communication est moins utilisée que la communication vers le bas et plus fréquente que la communication horizontale.

### Communication vers le bas (verticale descendante)
Ce type de transmission d’information est caractérisé par un passage de celle-ci d’un niveau hiérarchique supérieur vers un niveau inférieur. Son objectif consiste à faciliter la tâche pour la coordination des différents paliers hiérarchiques. Les gestionnaires utilisent souvent cette forme de communication. Reprenons la structure de l’exemple précédent, où dans ce cas-ci, un supérieur désirerait communiquer directement avec un employé. Ce style de communication est naturellement beaucoup plus fréquent auprès des gestionnaires que les non-gestionnaires. Cette communication est la plus utilisée des trois types.

### Communication horizontale ou latérale
Cette forme représente une communication inter- ou intra-départementale correspondant à un même palier hiérarchique. Elle est importante car elle permet de transmettre des informations visant à résoudre des problèmes communs. Pour illustrer, il serait possible de prendre l’exemple de deux supérieurs communiquant ensemble sur les objectifs de vente à atteindre. La communication horizontale est plus présente auprès des non-gestionnaires. Par contre, cette communication est la moins utilisée au sein d'une entreprise.

### Communication en diagonale
Elle concerne des individus travaillant dans des départements différents et n'occupant pas le même niveau hiérarchique. Par exemple, un représentant commercial s'entretient avec le directeur du crédit de la situation d'un client.